# فرانتیشک کابرله
فرانتیشک کابرله (انگلیسی: František Kaberle؛ زادهٔ ۸ نوامبر ۱۹۷۳) بازیکن هاکی روی یخ اهل جمهوری چک است.
وی همچنین برندهٔ جوایزی همچون جام استنلی شده‌است.
از باشگاه‌هایی که در آن بازی کرده‌است می‌توان به کارولینا هوریکانز اشاره کرد.